# Робледо, Анхель Федерико
Анхель Федерико Робледо (исп. Ángel Federico Robledo; 18 июля 1917, Бустинса, провинция Санта-Фе, Аргентина — 14 ноября 2004, Буэнос-Айрес, Аргентина) — аргентинский политик и дипломат, министр иностранных дел (1975).

## Биография
Окончил юридический факультет Национального Университета Литораль.
Работал в руководстве полиции департамента Ириондо.
Являлся активным членом Хустисиалистской партии.
В 1950—1955 гг. — посол в Эквадоре.
В 1973—1974 гг. — министр обороны.
В 1974—1975 гг. — посол в Мексике, затем в Бразилии (в последней должности он находился два дня).
В августе-сентябре 1975 г. — министр иностранных дел Аргентины.
В 1975—1976 гг. — министр внутренних дел. На этом посту он столкнулся с недоверием военных и президента Исабель Перон и в январе 1976 г. ушел в отставку.
В годы правления президента Рауля Альфонсина — советник правительства и член Национального совета по построению демократии (Consejo Nacional de Consolidación de la Democracia).